# Tumeochrysa caesarea
Tumeochrysa caesarea is een insect uit de familie van de gaasvliegen (Chrysopidae), die tot de orde netvleugeligen (Neuroptera) behoort. 
Tumeochrysa caesarea is voor het eerst wetenschappelijk beschreven door Hölzel in 1973.